# Francisco Sala Magraner
Francisco Sala Magraner (Tavernes de la Valldigna 1931 – Alacant 2020) va ser un tècnic, divulgador i funcionari del sector agrari valencià. Des de la seua eixida de la casa familiar al Braç treballador (lloc emblemàtic del seu poble natal), la seua trajectòria fou extensa, plena de grans camins i desafiaments, dedicant tota la seva carrera a la modernització i desenvolupament del món agrícola i rural. La seva vocació de servei, lliurament i gran coneixement del medi rural li va fer ser apreciat i respectat des del pagès més humil al gran terratinent.
Francisco Sala Magraner després de finalitzar els seus estudis de Perit Agrícola va iniciar la seva marxa professional en Don Benito (Badajoz) i a Canàries fent treballs de “Concentració parcel·lària” i “Cadastre”. Amb l'arribada de Rafael Cavestany al Ministeri d'agricultura (1951-1957) es va crear el Servei d'Extensió Agrària al qual Francisco Sala Magraner va accedir per oposició. Ja de retorn a la Comunitat Valenciana es va fer càrrec de l'Agència Comarcal de Sogorb. Després va passar a Requena. Més tard va ser traslladat com a Cap comarcal del Servei d'Extensió Agraria a la ciutat d'Oriola on va preseguir la seua tasca , a Oriola va ser molt reconegut i arribant a rebre la distinció de "Caballero de San Antón" a la primera edició del citat guardó a l'any de 1964.Finalment va ser ascendit a Cap Provincial del Servei d'Extenció Agrària i sent traslladat a la ciutat d'Alacant.
Relacionat amb artistes, pintors, escriptors i intelectuals valencians de l'epoca, va conèixer entre d'alltres, a Lluís Alpera i Joan Fuster (a qui va poder visitar a Sueca poc després de l'atemptat que va patir per grups de l'extrema dreta espanyola).